# Prohibitions-Referendum in Finnland 1931
Das Prohibitions-Referendum in Finnland fand am 29. Dezember und 30. Dezember 1931 statt.
Seit 1919 galt in Finnland die Prohibition. Sie wurde – wie auch in anderen Ländern, die die Prohibition hatten – vor allem von der Frauenbewegung getragen.
Die Abstimmung ergab eine klare Ablehnung der Prohibition. Auch von den abstimmenden Frauen befürwortete nur ein Drittel die Beibehaltung der Prohibition. Infolge der Abstimmung wurde 1932 die Prohibition aufgehoben und das staatlich kontrollierte Alkohol-Monopol Alko gegründet. Dieser hat seitdem in Finnland ein Monopol auf den Verkauf von Getränken mit einem Alkoholgehalt von über 4,7 %.

## Wahlergebnis
| Dafür, vollständiges Verbot beizubehalten | 28,0 | 217 169 | 33,3 | 23,8 |
| Dafür, Gesetz zu ändern und Verbot aufzuheben, Herstellung und Handel von leicht alkoholhaltigen Getränken zu regeln und zu besteuern                                  | 1,4  | 10 947  | 1,4  | 1,4  |
| Dafür, Gesetz zu ändern und Verbot aufzuheben, Herstellung und Handel von anderen sowie von leicht alkoholhaltigen Getränken zu regeln, zu regulieren und zu besteuern | 70,6 | 546 293 | 65,3 | 74,8 |
| |      |         |      |      |
| Gesamt | 100  |         | 100  | 100  |

Die Wahlbeteiligung lag bei 44,4 %.